# أوين براون
أوين براون (بالإنجليزية: Owen Brown)‏ (4 سبتمبر 1960 بليفربول في المملكة المتحدة - ) هو لاعب كرة قدم بريطاني في مركز الهجوم. لعب مع نادي ترانمير روفرز لكرة القدم ونادي كارلايل يونايتد ونادي كرو ألكساندرا ونادي ليفربول ونادي هايد إف سي ونادي تشستر سيتي.